# アル・カラーマSC
アル・カラーマSC (英語: Al-Karamah Sporting Club、アラビア語: نادي الكرامة الرياضي) はシリアのホムスを本拠地とするプロサッカークラブである。カラーマはアラビア語で「高潔」を意味する。アル・カラーマSCは1928年に設立されたクラブで、現存するアジアのサッカークラブの中でも有数の歴史を誇る。アル・カラーマは国内最上位サッカーリーグであるシリア・プレミアリーグで8回優勝、シリア・カップでも8回優勝しており、国内屈指の強豪クラブである。また、アル・カラーマは国内リーグと国内カップ戦の二冠を達成した国内初のクラブでもある。ハーリド・イブン・アル・ワリード・スタジアムを本拠地としている。

## AFCチャンピオンズリーグ2006
2006年、アル・カラーマはAFCチャンピオンズリーグに初出場を果たした。この大会では、グループリーグでUAEのクラブアル・ワフダ・アブダビ、アリ・ダエイを擁するイランのクラブサバー・バッテリー、カタールの国内リーグ王者アル・ガラファと同組になった。アル・カラーマはグループを4勝2敗で突破した。
準々決勝では前回大会王者のアル・イッティハードと対戦、アウェーで行われた第1戦を0-2で落としたものの、ホームで行われた第2戦を90分間で2-0で勝利、延長戦に突入した。延長戦でモハナド・カーシムが2得点を決めて4-0で勝利、準決勝へと進出した。これはAFCチャンピオンズリーグの歴史に大きな衝撃を残した。
準決勝ではクウェートのクラブ、アル・カーディシーヤ・クウェートと対戦した。第1戦はホームのホムスで開催され、15本のシュートを放ちボール支配率が85％を記録したものの、0-0の引き分けに終わった。
第2戦はクウェートで行われた。アル・カラーマは14分にアーテフ・ジェンヤートのゴールで先制、このリードを守りきって1-0で勝利し、決勝戦進出を決めた。
決勝戦は韓国のクラブ全北現代モータースとの対戦となり、2006年11月1日に韓国で行われた第1戦は0-2で敗北した。ホームで行われた第2戦、アル・カラーマは2-1で勝利したものの、2試合合計スコア2-3で敗れ準優勝に終わった。

## 獲得タイトル
- シリア・プレミアリーグ: 8

1975, 1984, 1983, 1996, 2006, 2007, 2008, 2009
- シリア・カップ: 8

1983, 1987, 1995, 1996, 2007, 2008, 2009, 2010
- シリア・スーパーカップ: 2

1985, 2008
- AFCチャンピオンズリーグ:

2006 準優勝
- AFCカップ:

2009: 準優勝

## AFC国際大会における成績
- AFCチャンピオンズリーグ: 4回出場

2006: 準優勝
2007: 準々決勝
2008: 準々決勝
2010: 西地区プレーオフ敗退
- アジアクラブ選手権: 1回出場

2001: 1回戦敗退
- AFCカップ: 3回出場

2009: 準優勝
2010: 準々決勝
2011: グループリーグ敗退

### 大会別の成績
| シーズン | 大会                    | ラウンド         |                      | 対戦相手                     | ホーム  | アウェー       |
| -------- | ----------------------- | ---------------- | -------------------- | ---------------------------- | ------- | -------------- |
| 2000/01  | アジアクラブ選手権      | 1R               | サウジアラビアの旗   | アル・ヒラル                 | 0–0     | 1–2            |
| 2006     | AFCチャンピオンズリーグ | グループリーグ   | アラブ首長国連邦の旗 | アル・ワフダ                 | 2–1     | 2–4            |
|          |                         | グループリーグ   | イランの旗           | サバー・バッテリー           | 1–0     | 2–1            |
|          |                         | グループリーグ   | カタールの旗         | アル・ガラファ               | 3–1     | 0–4            |
|          |                         | 準々決勝         | サウジアラビアの旗   | アル・イテハド               | 4–0 aet | 0–2            |
|          |                         | 準決勝           | クウェートの旗       | アル・カーディシーヤ         | 0–0     | 1–0            |
|          |                         | 決勝             | 大韓民国の旗         | 全北現代モータース           | 2–1     | 0–2            |
| 2007     | AFCチャンピオンズリーグ | グループリーグ   | カタールの旗         | アル・サッド                 | 2–1     | 1–1            |
|          |                         | グループリーグ   | ウズベキスタンの旗   | ネフチ・フェルガナ           | 2–0     | 1–2            |
|          |                         | グループリーグ   | イラクの旗           | ナジャフ                     | 1–1     | 4–2            |
|          |                         | 準々決勝         | 大韓民国の旗         | 城南一和天馬                 | 0–2     | 1–2            |
| 2008     | AFCチャンピオンズリーグ | グループリーグ   | アラブ首長国連邦の旗 | アル・ワフダ                 | 4–1     | 0–1            |
|          |                         | グループリーグ   | サウジアラビアの旗   | アル・アハリ                 | 0–0     | 1–1            |
|          |                         | グループリーグ   | カタールの旗         | アル・サッド                 | 1–0     | 2–0            |
|          |                         | 準々決勝         | 日本の旗             | ガンバ大阪                   | 1–2     | 0–2            |
| 2009     | AFCカップ               | グループリーグ   | インドの旗           | モフン・バガン               | 1–0     | 4–0            |
|          |                         | グループリーグ   | クウェートの旗       | アル・クウェート             | 2–1     | 1–2            |
|          |                         | グループリーグ   | ヨルダンの旗         | アル・ワフダート             | 3–1     | 1–3            |
|          |                         | ラウンド16       | バーレーンの旗       | ブサイティーン               |         | 2–1 aet        |
|          |                         | QF               | クウェートの旗       | アル・アラビ                 | 0–0     | 0–0 (5–4 pen.) |
|          |                         | 準決勝           | ベトナムの旗         | ビンズオン                   | 3–0     | 1–2            |
|          |                         | 決勝             | クウェートの旗       | アル・クウェート             |         | 1–2            |
| 2010     | AFCチャンピオンズリーグ | プレーオフ準決勝 | アラブ首長国連邦の旗 | アル・ワフダ                 | 0–1     |                |
| 2010     | AFCカップ               | グループリーグ   | オマーンの旗         | サハム                       | 2–0     | 4–1            |
|          |                         | グループリーグ   | ヨルダンの旗         | シャバーブ・アル・オルドゥン | 1–1     | 2–2            |
|          |                         | グループリーグ   | イエメンの旗         | アル・アハリー               | 2–0     | 1–0            |
|          |                         | ラウンド16       | ウズベキスタンの旗   | ナサフ・カルシ               | 1–0     |                |
|          |                         | 準々決勝         | タイ王国の旗         | ムアントン・ユナイテッド     | 1–0     | 0–2            |
| 2011     | AFCカップ               | グループリーグ   | オマーンの旗         | アル・オルーバ               | 2–2     | 1–1            |
|          |                         | グループリーグ   | イラクの旗           | アルビール                   | 0–3     | 1–1            |
|          |                         | グループリーグ   | レバノンの旗         | アル・アヒド                 | 3–2     | 1–4            |

## 歴代所属選手
| - ファビオ・サントス - レアンドロ・ネト - リシャール・ブフム - ハサン・アブデル・ファッターフ - ファハド・アル・ラシーディー - ヤズィド・カイシ - マケテ・ディオプ - アンドレ・サンゴール - ハッサーン・アッバース - モハメド・アブデルカーデル - ラドワーン・アージャム - アブドゥルラフマン・アッカーリー | - アブデルラザーク・アル・フサイン - ジハード・アル＝フサイン - フィラース・アル＝ハティーブ - モハンマド・ズィーノ - ズィヤード・シャアボ - フィラース・イスマーイール - アーテフ・ジェンヤート - イヤード・マンド - マルワーン・サイェデ - アフマド・スウィーダン (2012年殉死) - ユーセフ・スレイマーン (2013年殉死) |